# ジョン・アースキン (第26代マー伯爵)
第26代マー伯爵および第11代ケリー伯爵ジョン・フランシス・ミラー・アースキン（英語: John Francis Miller Erskine, 26th Earl of Mar, 11th Earl of Kellie、1795年12月28日 – 1866年6月19日）は、スコットランド貴族。1825年から1828年までアースキン卿の儀礼称号を使用した。

## 生涯
第25代マー伯爵ジョン・トマス・アースキンとジャネット・ミラー（Janet Miller、1825年8月25日没、パトリック・ミラーの娘）の息子として、1795年12月28日に生まれた。
長年イギリス陸軍に従軍し、1815年のカトル・ブラの戦いとワーテルローの戦いに参戦した。
1827年4月24日、フィラデルフィア・ステュアート・ステュアート＝メンテス（Philadelphia Stuart Stuart-Menteth、1853年2月15日没、初代準男爵サー・チャールズ・グランヴィル・ステュアート＝メンデスの娘）と結婚した。
1828年9月20日に父が死去すると、マー伯爵の爵位を継承した。さらに1829年12月3日に遠戚の第10代ケリー伯爵メスヴェン・アースキンが死去すると、ケリー伯爵の爵位を継承、1835年9月3日に正式に確認された（第11代ケリー伯爵は初代ケリー伯爵トマス・アースキンの父アレクサンダーの兄弟にあたる第18代マー伯爵ジョン・アースキンの男系子孫にあたる）。
1866年6月19日に71歳で死去した。死後、遺産とケリー伯爵の爵位はウォルター・コニングスビー・アースキンが継承したが、マー伯爵の爵位はウォルター・コニングスビーと第26代マー伯爵の姉妹フランシス・ジェマイマの息子ジョン・フランシス・アースキン・グッドイヴの2人が継承権を主張し、貴族院は1875年にウォルター・コニングスビーが継承するとの裁定を下したが、1885年に「マー伯爵位返還法」（Earldom of Mar Restitution Art）が可決され、ウォルター・コニングスビーは1565年創設のマー伯爵を、グッドイヴは中世以来のマー伯爵を継承することで決着した。